# Germán Marín
Germán Marín (* 1934 in Santiago de Chile, Chile; † 29. Dezember 2019 ebendort) war ein chilenischer Schriftsteller.

## Leben und Wirken
Germán Marín besuchte zunächst eine Militärakademie, an der Augusto Pinochet, der spätere Diktator von Chile, sein Ausbilder war.
Dann brach er seine militärische Ausbildung ab und ging zum Studieren nach Buenos Aires, wo er an der dortigen Universität Kommunikationswissenschaften studierte und Jorge Luis Borges kennenlernte. Nach dem Ende des Studiums kehrte er nach Chile zurück, wo er zunächst als Journalist für diverse Zeitungen, die die Regierung von Salvador Allende unterstützten, tätig war.
Nach dem Militärputsch 1973 ging er zunächst nach Mexiko, wo er weiterhin als Journalist wirkte, und zog 1976 nach Barcelona, wo er ebenfalls journalistisch arbeitete. 1992 kehrte er nach Chile zurück.
Sein erster Roman erschien 1973 und wurde von der Militärjunta verbrannt. In Mexiko arbeitete er auch mit Gabriel Garcia Marquez zusammen. Freundschaften pflegte er mit den Dichtern Enrique Lihn und Matias Rivas.
Die letzten Jahre seines Lebens waren von Krankheit geprägt; so fiel ihm das Lesen und Schreiben immer schwerer. Sein letztes Buch erschien Anfang Dezember 2019, ein Band mit Erzählungen.
Ende 2019 ist Marín im Alter von 85 Jahren in Santiago de Chile gestorben.

## Auszeichnungen (Auswahl)
- Premio Municipal de Santiago, 2000
- Premio de Critica de la universiadad Diego Portales, 2005
- Premio Altenea, 2008

## Werke (Auswahl)
- Fuegos artificales (Feuerwerk), Roman, 1973
- El Palacio de la risa (Der Palast des Lachens), 1995, Roman
- Idola, Sachbuch, 2000
- Un oscuro pedazo de vida, Erzählungen, 2019